# Juliusz Teisseyre
Juliusz Henryk Teisseyre (ur. 3 czerwca 1933 we Lwowie, zm. 24 lutego 1991 w Turku) – polski geolog, petrograf.

## Życiorys
Był synem Henryka Teisseyre, brat Andrzeja Teisseyre. Szkołę średnią ukończył we Wrocławiu w 1951. W latach 1951–1956 studiował geologię na Uniwersytecie Wrocławskim.
Po ukończeniu studiów pracował w Pracowni Petrografii Zakładu Nauk Geologicznych PAN w Warszawie, gdzie w 1964 uzyskał stopień doktora nauk geologicznych na podstawie pracy pt. Budowa geologiczna wschodniej części okrywy granitu Karkonoszy w okolicach Miedzianki.
W następnych latach głównym tematem badawczym był metamorfik i związane z nim deformacje tektoniczne Rudaw Janowickich i Grzbietu Lasockiego.
W 1967 uzyskał państwowe stypendium norweskie w ramach którego prowadził badania terenowe w okolicach Byglandsfiordu. Następnie w 1969 wykonywał kartowanie geologiczne terenów krystalicznych na półwyspie Varanger.
Kontynuując badania kartograficzne i petrograficzne w metamorfiku Rudaw Janowickich i Grzbietu Lasockiego podjął próbę uporządkowania podziału tamtejszych skał na grupy i formacje skalne oraz określenia ich wieku na podstawie litostratygrafii. W 1973 na podstawie pracy Skały metamorficzne Rudaw Janowickich i Grzbietu Lasockiego uzyskał na Uniwersytecie Warszawskim, stopień doktora habilitowanego nauk przyrodniczych w zakresie petrografii. Członek Polskiego Towarzystwa Geologicznego.
W 1974 wyjechał do Turku w Finlandii gdzie prowadził wykłady z geologii strukturalnej. Zmarł nagle 24 lutego 1991 w Turku i tam został pochowany.
Był również fotografem i malarzem. Jego zdjęcia w latach 1950. – 1960. prezentowane były na wystawach fotografii amatorskiej. Był autorem zdjęcia umieszczonego na wydanej przez MUZA Polskie Nagrania płycie (W.A.Mozart – Requiem dyr. H.Koch z solistami, chórem i orkiestrą Radia Berlińskiego) SXL0712/3. W Finlandii miał wystawę swoich prac malarskich.

## Wybrane publikacje
- 1961, Skały wapienno – krzemianowe masywu Śnieżnika. Arch. Miner., 3,1, 155–196
- 1962, Budowa geologiczna elementu Strugi. Acta Geol. Polon., 12.3. 393–430
- 1966, Perydotyt hornblendowy z Janowic Wielkich (Sudety Zachodnie). Arch. Miner., 26. 289–
- 1968, Budowa geologiczna wschodniej części okrywy granitu Karkonoszy w okolicach Miedzianki (Sudety Zachodnie) Geol. Sudetica., 4, 481–555.
- 1968, O staropaleozoicznym wulkanizmie inicjalnym w Sudetach Zachodnich. Acta Geol.Polon.,18, 1. 239–252
- 1968, On the age and petrogenesis of metavolcanic rocks of the Rudaw Janowickie and Lasocki Ridge. Bull.Acad.Polon.Sci .Ser.geol. et geogr. 16, 1. 9–15
- 1968, Tektonika I skały magmowe (Recenzja konferencji) “Tektonik und Magma” Przegląd Geol. 16,3
- 1969, Podręcznik geologii strukturalnej (omówienie podręcznika A.Elisiejewa „Osnowy strukturalnej petrologii”. Przegl. Geol. 17,2, ss. 97–98
- 1969, Przewodnik geologiczny po Sudetach red. W.Grocholski, rozdziały: Blok Karkonoszy Charakterystyka ogólna. str.110 – 113; Wschodnia część okrywy granitu Karkonoszy ss. 116–120. Wydawnictwa Geologiczne Warszawa.
- 1969, Faulting and sedimentation on the north-western margin of the Intrasudetic Basin.(wspólnie z A.K. Teisseyre) Bull.Acad. Polon.Sci., Ser.geol.et geogr. 17,1. 41–48
- 1970, Geological investigation In the Byglandsfjorden-Gyvatn area. Norges Geologisk Undersӧkelse., 266. 206–229
- 1971, O wieku i następstwie warstw w skałach metamorficznych Rudaw Janowickich i grzbietu Lasockiego. Geol. Sudetica., 5. 202–210
- 1971, Tektonika migmatytów okolic jeziora Byglandsfjorden (Norwegia Południowa). Ann.Soc.Geol.Polon., 40, 3. 449–450
- 1971, On petrogenesis of the Paczyn gneisses in the West Sudetes (wspólnie z W. Narębskim). Bull.Acad.Polon.Sci, Ser.Sci de la Terre, 19,4, 193–202
- 1972, Geological investigation In the area between Kjӧlnessand Trollfjordes (Varanger Peninsula). Norges Geologishe Undersӧkelse, 278, str 81–92
- 1973, Structural development and petrology of the ekstern part of the Karkonosze granite cover. In Red. K.Smulikowski “Revue des problems geologiques des zones profendes de l’ecorce terrestre en Basse Silesie”. Wydawnictwa Geologiczne, Warszawa. 146–154
- 1973, Skały metamorficzne Rudaw Janowickich I Grzbietu Lasockiego. Geol. Sudetica, 8, 7–118